# 1310
Il 1310 (MCCCX in numeri romani) è un anno  del XIV secolo.

## Eventi
- Enrico VII di Lussemburgo scende in Italia per restituire vigore all'impero, notizia accolta con gioia del poeta Dante Alighieri.
- Nasce la Federazione dei Sette Comuni (la più antica della storia dopo la confederazione elvetica).

## Nati
- 30 aprile - Casimiro III di Polonia, re polacco († 1370)
- 12 settembre - Niccolò Acciaiuoli, politico italiano († 1365)
- 30 novembre - Federico II di Meißen, nobile tedesco († 1349)
- Egidio Albornoz, cardinale, condottiero e politico spagnolo († 1367)
- Beatrice di Bar, nobile francese († 1350)
- Jean de Beaumanoir, cavaliere medievale francese
- Henri Bohic, giurista francese
- Lorenzo Celsi, politico, militare e diplomatico italiano († 1365)
- Giovanni Ciparissiota, teologo e letterato bizantino († 1378)
- Eleonora di Castiglia, regina († 1359)
- Eleonora di Guzmán, spagnola († 1351)
- Juan Fernández de Heredia, ammiraglio, generale e scrittore spagnolo († 1396)
- Giovanna d'Évreux, regina († 1371)
- Giovanni dalle Celle, abate italiano († 1396)
- Guariento di Arpo, pittore italiano († 1370)
- Ulrico III di Hanau, nobile tedesco († 1369)
- Isabella d'Aragona, principessa († 1349)
- Winrich von Kniprode († 1382)
- Matilde di Lancaster, nobile e religiosa britannica († 1377)
- Robert Le Coq, vescovo cattolico e politico francese († 1373)
- Leone V d'Armenia, re († 1341)
- Luigi Gianfigliazzi, politico e letterato italiano († 1375)
- Laura de Noves, nobildonna francese († 1348)
- Ruggero Bernardo I di Castelbon, nobile († 1350)
- Beatrice di Savoia, principessa († 1331)
- Song Lian, storico e politico cinese († 1381)
- Guillaume Tirel, cuoco francese († 1395)
- Camiola Turinga, nobildonna italiana († 1345)
- Papa Urbano V, papa, abate e beato francese († 1370)
- Vitale da Bologna, pittore italiano († 1360)
- Violante d'Aragona, principessa († 1353)
- Giovanna di Savoia, nobile († 1344)

## Morti
- 4 gennaio - Oringa Menabuoi, religiosa italiana
- 11 febbraio - Margherita d'Oingt, mistica francese (n. 1240)
- 17 febbraio - Alessio Falconieri, religioso e santo italiano
- 5 aprile - Al-Muzaffar Rukn al-Din Baybars al-Jashankir, sultano egiziano
- 24 aprile - Alfonso Dionisio, nobile portoghese (n. 1260)
- 26 aprile - Costanza di Béarn, nobile francese (n. 1245)
- 22 maggio - Santa Umiltà, religiosa italiana
- 25 maggio - Ottone III del Tirolo, conte tedesco
- 1º giugno - Margherita Porete, religiosa e scrittrice francese
- 5 giugno - Amalrico II di Tiro (n. 1272)
- 15 giugno - Marco Querini, politico e diplomatico italiano
- 26 giugno - Raymond de Got, cardinale francese
- 17 luglio - Manfredi Maletta, nobile italiano (n. 1232)
- 1º ottobre - Beatrice di Borgogna-Borbone, nobile francese (n. 1257)
- 14 ottobre - Bianca di Napoli, regina (n. 1280)
- 19 ottobre - Goffredo di Hohenlohe, nobile tedesco (n. 1265)
- 28 ottobre - Atanasio I, arcivescovo ortodosso bizantino
- 10 dicembre - Stefano I di Baviera, duca (n. 1271)
- 13 dicembre - Thomas Jorz, teologo e cardinale inglese
- 20 dicembre - Pedro Rodríguez, cardinale e vescovo cattolico spagnolo
- Abu al-Rabi' Sulayman, sultano berbero (n. 1289)
- Beatrice di Savoia, nobile (n. 1237)
- Giovanni di Buiamonte de' Becchi, politico italiano
- Raimondo Gaufridi, religioso francese
- Guido da Polenta, condottiero italiano
- Diego López V d'Haro, nobile spagnolo (n. 1250)
- Menahem Recanati, religioso e rabbino italiano (n. 1250)
- Burchard von Schwanden, nobile tedesco
- Tommaso degli Stefani, pittore italiano (n. 1231)
- Teodorico di Friburgo, teologo e filosofo tedesco (n. 1250)
- Shlomo ben Aderet, rabbino e teologo spagnolo (n. 1235)
- Alberto Gandino, giurista e giudice italiano (n. 1250)

## Calendario
| Calendario 1310 | Calendario 1310 | Calendario 1310 | Calendario 1310 | Calendario 1310 | Calendario 1310 | Calendario 1310 | Calendario 1310 | Calendario 1310 | Calendario 1310 | Calendario 1310 | Calendario 1310 | Calendario 1310 | Calendario 1310 | Calendario 1310 | Calendario 1310 | Calendario 1310 | Calendario 1310 | Calendario 1310 | Calendario 1310 | Calendario 1310 | Calendario 1310 | Calendario 1310 | Calendario 1310 | Calendario 1310 | Calendario 1310 | Calendario 1310 | Calendario 1310 | Calendario 1310 | Calendario 1310 | Calendario 1310 | Calendario 1310 | Calendario 1310 |
| --------------- | --------------- | --------------- | --------------- | --------------- | --------------- | --------------- | --------------- | --------------- | --------------- | --------------- | --------------- | --------------- | --------------- | --------------- | --------------- | --------------- | --------------- | --------------- | --------------- | --------------- | --------------- | --------------- | --------------- | --------------- | --------------- | --------------- | --------------- | --------------- | --------------- | --------------- | --------------- | --------------- |
|                 | 1               | 2               | 3               | 4               | 5               | 6               | 7               | 8               | 9               | 10              | 11              | 12              | 13              | 14              | 15              | 16              | 17              | 18              | 19              | 20              | 21              | 22              | 23              | 24              | 25              | 26              | 27              | 28              | 29              | 30              | 31              |                 |
| Gennaio         | Gi              | Ve              | Sa              | Do              | Lu              | Ma              | Me              | Gi              | Ve              | Sa              | Do              | Lu              | Ma              | Me              | Gi              | Ve              | Sa              | Do              | Lu              | Ma              | Me              | Gi              | Ve              | Sa              | Do              | Lu              | Ma              | Me              | Gi              | Ve              | Sa              |                 |
| Febbraio        | Do              | Lu              | Ma              | Me              | Gi              | Ve              | Sa              | Do              | Lu              | Ma              | Me              | Gi              | Ve              | Sa              | Do              | Lu              | Ma              | Me              | Gi              | Ve              | Sa              | Do              | Lu              | Ma              | Me              | Gi              | Ve              | Sa              |                 |                 |                 |                 |
| Marzo           | Do              | Lu              | Ma              | Me              | Gi              | Ve              | Sa              | Do              | Lu              | Ma              | Me              | Gi              | Ve              | Sa              | Do              | Lu              | Ma              | Me              | Gi              | Ve              | Sa              | Do              | Lu              | Ma              | Me              | Gi              | Ve              | Sa              | Do              | Lu              | Ma              |                 |
| Aprile          | Me              | Gi              | Ve              | Sa              | Do              | Lu              | Ma              | Me              | Gi              | Ve              | Sa              | Do              | Lu              | Ma              | Me              | Gi              | Ve              | Sa              | Do              | Lu              | Ma              | Me              | Gi              | Ve              | Sa              | Do              | Lu              | Ma              | Me              | Gi              |                 |                 |
| Maggio          | Ve              | Sa              | Do              | Lu              | Ma              | Me              | Gi              | Ve              | Sa              | Do              | Lu              | Ma              | Me              | Gi              | Ve              | Sa              | Do              | Lu              | Ma              | Me              | Gi              | Ve              | Sa              | Do              | Lu              | Ma              | Me              | Gi              | Ve              | Sa              | Do              |                 |
| Giugno          | Lu              | Ma              | Me              | Gi              | Ve              | Sa              | Do              | Lu              | Ma              | Me              | Gi              | Ve              | Sa              | Do              | Lu              | Ma              | Me              | Gi              | Ve              | Sa              | Do              | Lu              | Ma              | Me              | Gi              | Ve              | Sa              | Do              | Lu              | Ma              |                 |                 |
| Luglio          | Me              | Gi              | Ve              | Sa              | Do              | Lu              | Ma              | Me              | Gi              | Ve              | Sa              | Do              | Lu              | Ma              | Me              | Gi              | Ve              | Sa              | Do              | Lu              | Ma              | Me              | Gi              | Ve              | Sa              | Do              | Lu              | Ma              | Me              | Gi              | Ve              |                 |
| Agosto          | Sa              | Do              | Lu              | Ma              | Me              | Gi              | Ve              | Sa              | Do              | Lu              | Ma              | Me              | Gi              | Ve              | Sa              | Do              | Lu              | Ma              | Me              | Gi              | Ve              | Sa              | Do              | Lu              | Ma              | Me              | Gi              | Ve              | Sa              | Do              | Lu              |                 |
| Settembre       | Ma              | Me              | Gi              | Ve              | Sa              | Do              | Lu              | Ma              | Me              | Gi              | Ve              | Sa              | Do              | Lu              | Ma              | Me              | Gi              | Ve              | Sa              | Do              | Lu              | Ma              | Me              | Gi              | Ve              | Sa              | Do              | Lu              | Ma              | Me              |                 |                 |
| Ottobre         | Gi              | Ve              | Sa              | Do              | Lu              | Ma              | Me              | Gi              | Ve              | Sa              | Do              | Lu              | Ma              | Me              | Gi              | Ve              | Sa              | Do              | Lu              | Ma              | Me              | Gi              | Ve              | Sa              | Do              | Lu              | Ma              | Me              | Gi              | Ve              | Sa              |                 |
| Novembre        | Do              | Lu              | Ma              | Me              | Gi              | Ve              | Sa              | Do              | Lu              | Ma              | Me              | Gi              | Ve              | Sa              | Do              | Lu              | Ma              | Me              | Gi              | Ve              | Sa              | Do              | Lu              | Ma              | Me              | Gi              | Ve              | Sa              | Do              | Lu              |                 |                 |
| Dicembre        | Ma              | Me              | Gi              | Ve              | Sa              | Do              | Lu              | Ma              | Me              | Gi              | Ve              | Sa              | Do              | Lu              | Ma              | Me              | Gi              | Ve              | Sa              | Do              | Lu              | Ma              | Me              | Gi              | Ve              | Sa              | Do              | Lu              | Ma              | Me              | Gi              |                 |